# پیندودو
پیندودو (انگلیسی: Pinduoduo) شرکت تجارت الکترونیک چینی است، که در سال ۲۰۱۵ تأسیس شد.